# Uniwersytet w Stellenbosch
Uniwersytet w Stellenbosch (ang. Stellenbosch University, afr. Universiteit Stellenbosch) – południowoafrykańska uczelnia publiczna zlokalizowana w mieście Stellenbosch. Powstała w 1918 roku.
Jest uznawany za jeden z czterech najlepszych uniwersytetów w RPA.